# 타투이스트

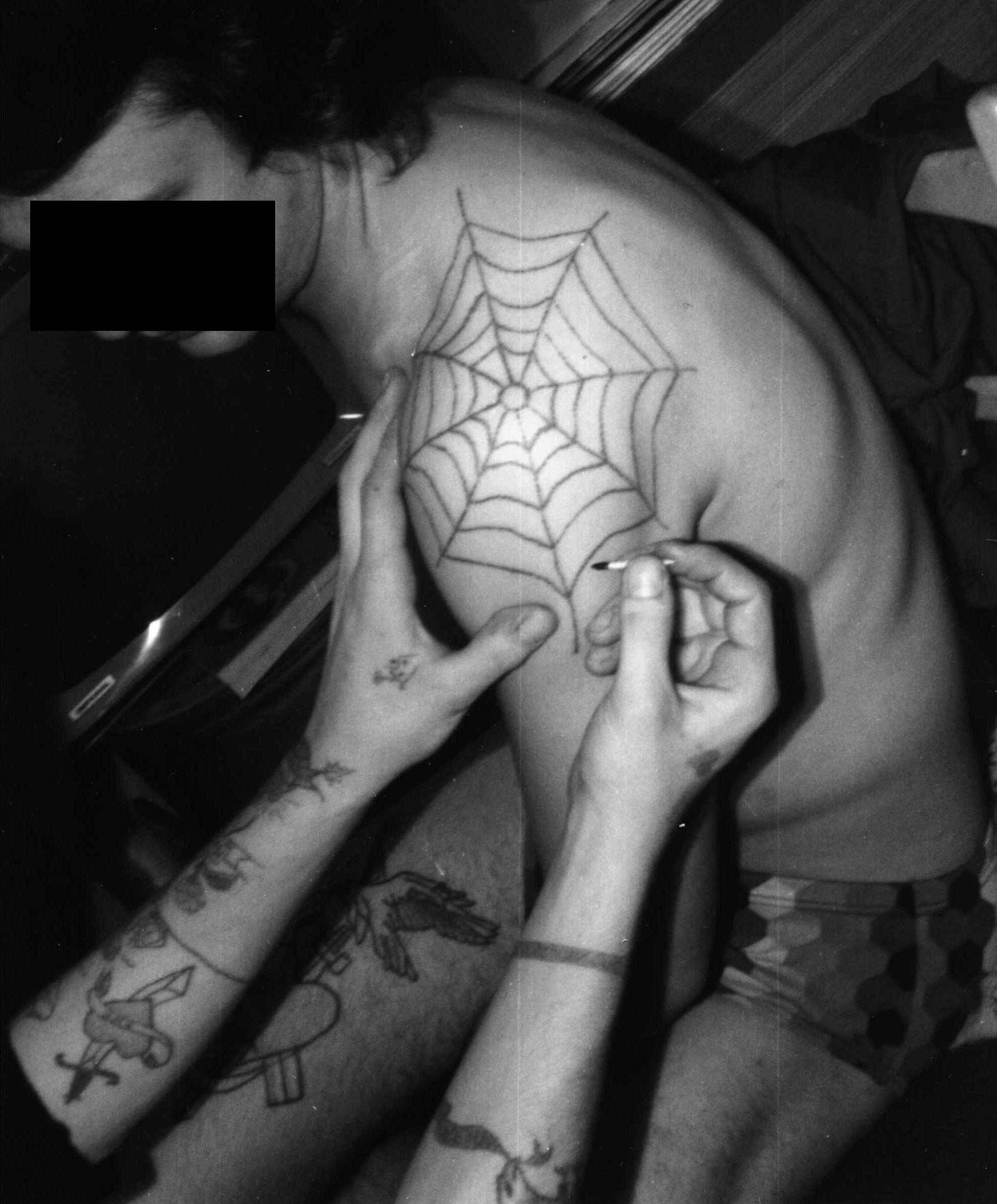

타투이스트(tattooist) 또는 문신사(文身士)는 타투를 전문적으로 그리는 직업을 말한다.